# De zomer draait door
De zomer draait door was een variant van De Wereld Draait Door (DWDD) die te zien was bij de Nederlandse publieke omroep VARA.
De zomer draait door werd geproduceerd door hetzelfde productieteam als De Wereld Draait Door.
Het eerste seizoen vond plaats in de zomer van 2007 en werd gepresenteerd door Matthijs van Nieuwkerk en vaste sidekick Marc-Marie Huijbregts.
In tegenstelling tot DWDD, dat alleen op werkdagen werd uitgezonden, werd DZDD op zaterdag uitgezonden, met een herhaling op zondag.
Na twee jaar keerde het programma van 2 juni tot 3 juli 2009 terug op de buis, ditmaal wel elke werkdag. De presentatie was dit keer in handen van een duo: Froukje Jansen met Waldemar Torenstra of met Art Rooijakkers.

## Vaste onderdelen
- Diverse gasten
- Reportages van De Jakhalzen (Frank Evenblij)
- De TV draait door
- politieke satire door Erik van Muiswinkel (alleen 2007)